# Michelob Light Cup
La Michelob Light Cup est un tournoi de tennis masculin professionnel qui s'est déroulé entre le 23 et le 25 juillet 1982 sur surface dure à Industry en Californie, États-Unis au Industry Hills. Ce tournoi sur invitation se disputait entre quatre joueurs avec demi-finales et finale ainsi qu'un match pour la troisième place.
Cette édition 1982 fut la seule de ce tournoi mais le Challenge of Champions disputé à Rosemont bénéficia du même sponsor cette année-là. Le nom commercial choisi ( Michelob Light Challenge of Champions) peut créer un risque de confusion dans les palmarès.
La victoire en finale de Jimmy Connors contre Björn Borg fut la seule victoire en cinq sets dans un tournoi de l'américain face au suédois.

## Résultats[1]
|  |                  |               |            |            |            |   |   |        |        |        |        |        |        |        |
|  | 1/2 finale       | 1/2 finale    | 1/2 finale | 1/2 finale | 1/2 finale |   |   | Finale | Finale | Finale | Finale | Finale | Finale | Finale |
|  |                  |               |            |            |            |   |   |        |        |        |        |        |        |        |
|  |                  |               |            |            |            |   |   |        |        |        |        |        |        |        |
|  | Jimmy Connors    |               | 6          | 7          |            |   |   |        |        |        |        |        |        |        |
|  | Jimmy Connors    |               |            |            |            |   |   |        |        |        |        |        |        |        |
|  | Sandy Mayer      |               | 2          | 5          |            |   |   |        |        |        |        |        |        |        |
|  | Sandy Mayer      | Jimmy Connors | 2          | 5          |            | 5 | 6 | 6      | 6      | 6      |        |        |        |        |
|  |                  |               |            |            |            | 5 | 6 | 6      | 6      | 6      |        |        |        |        |
|  |                  |               | Björn Borg |            | 7          | 2 | 2 | 7      | 2      |        |        |        |        |        |
|  | Björn Borg       |               | Björn Borg | 6          | 7          | 2 | 2 | 7      | 2      | 7      |        |        |        |        |
|  | Björn Borg       |               |            | 6          |            |   |   |        |        | 7      |        |        |        |        |
|  | Vitas Gerulaitis |               | 2          | 6          |            |   |   |        |        |        |        |        |        |        |
|  | Vitas Gerulaitis |               | 2          | 6          |            |   |   |        |        |        |        |        |        |        |